# Henry Rinklin
Henry Rinklin (Geisingen, 15 de agosto de 1957) es un deportista alemán que compitió para la RFA en ciclismo en la modalidad de pista, especialista en las pruebas de persecución por equipos y medio fondo.
Ganó dos medallas en el Campeonato Mundial de Ciclismo en Pista, plata en 1977 y bronce en 1984.

## Medallero internacional
| Campeonato Mundial | Campeonato Mundial        | Campeonato Mundial | Campeonato Mundial          |
| Año                | Lugar                     | Medalla            | Competición                 |
| ------------------ | ------------------------- | ------------------ | --------------------------- |
| 1977               | San Cristóbal (Venezuela) | Medalla de plata   | Persecución por equipos (A) |
| 1984               | Barcelona (España)        | Medalla de bronce  | Puntuación (P)              |